# Erythroxylum roigii
Erythroxylum roigii là một loài thực vật có hoa trong họ Erythroxylaceae. Loài này được Britton & P.Wilson mô tả khoa học đầu tiên năm 1920.